# Benfieldside
Benfieldside – wieś w Anglii, w hrabstwie Durham. Leży 21 km na północny zachód od miasta Durham i 391 km na północ od Londynu.